# Ty Warren
Ty Warren (Bryan, 6 de fevereiro de 1981) é um jogador profissional de futebol americano estadunidense que foi campeão da temporada de 2004 da National Football League jogando pelo New England Patriots.